# 斎藤公子
斎藤 公子（さいとう きみこ、1920年9月5日 - 2009年4月16日）は、幼児保育者。

## 経歴
島根県隠岐島生まれ。1939年東京女子高等師範学校保育実習科卒業。1956年さくら保育園創設。1967年衆院選・1969年衆院選・1972年衆院選に埼玉3区より日本共産党から立候補したが落選。1967年埼玉県深谷の農村部に季節保育所（現在のさくらんぼ保育園）創設。さくら・さくらんぼ保育研究所長。
2009年4月16日、虚血性心疾患のため死去。

## 著書
- 『ぬいぐるみの動物』美術出版社 UALシリーズ 1955年
- 『あすを拓く子ら さくら/さくらんぼ保育園の実践』川島浩写真 あゆみ出版 1976年
- 『さくら・さくらんぼのリズムとうた ヒトの子を人間に育てる保育の実践』群羊社 1980年
- 『子育て=錦を織るしごと』労働旬報社 1983年
- 『子どもはえがく さくら・さくらんぼ,姉妹園の子どもたち』青木書店 1983年
- 『ヒトが人間になる さくら・さくらんぼ保育園の365日 写真集』川島浩写真  太郎次郎社 1984年
- 『斎藤公子保育実践全集』全6巻 創風社 1986年-1989年
- 『『永遠のいのち』と保育』創風社 1990年
- 『子育てに魅せられて 奥深き未知の国』青木書店 1997年
- 『新編子どもはえがく 「さくらんぼ坊や」の子どもたち』青木書店 1997年
- 『子育て・織りなした錦 乳幼児の発達の可能性は果てしない』かもがわ出版 2006年
- 『生物の進化に学ぶ乳幼児期の子育て』かもがわ出版 2007年

### 共著
- 『自然・人間・保育』柳田謙十郎共著 あゆみ出版 1980年
- 『さくら・さくらんぼの障害児保育』編著 青木書店 1982年
- 『さくらんぼ坊やの世界 乳幼児の育ちゆくみちすじ』山崎定人共著 労働旬報社 1984年
- 『さくら・さくらんぼの子どもたち 100人の"アリサ"が巣立つとき』山崎定人共著 労働旬報社 1985年
- 『女性は地球をまもる 対談』住井すゑ共著 創風社 1987年
- 『愛と変革の保育思想 対談』松田解子共著 創風社 1988年
- 『とねっこ保育園の画集』編 創風社 1989年
- 『子どもたちの未来のために 歴史から何を学ぶか』塩田庄兵衛共著 創風社 1990年
- 『もう一つの明治維新 中沼了三と隠岐騒動』中沼郁共著 創風社 1991年

### DVDブック
- 『映像で見る子どもたちは未来シリーズ（全3期+別巻1）』斎藤公子・小泉英明監修　kフリーダム社発行　かもがわ出版発売

1. 1期：子どもたちは未来「子どもたちの可能性を拓く」（DVD2巻+ブック1冊）   DVD①：乳幼児の生活・保育園の日々   DVD②：絵に観る子どもの体と心  ブック1：描画／シナリオ（2008年刊行）
2. 2期：子どもたちは未来「子どもたちの可能性を拓く」（DVD3巻+ブック1冊）  DVD③：赤ちゃんの育て方  DVD④楽しく、しなやかにリズムあそび  DVD⑤永遠のしごと---文化を紡ぐ（読み聞かせ・語り聞かせ）（2009年刊行）  ブック2：リズムあそび（映像解説）／シナリオ／小泉英明（論考）「脳科学と乳幼児の育ち」
3. 3期：子どもたちは未来「斎藤公子のリズムと歌」（ブック）とDVD「斎藤公子の最後の卒園式」）（2011年刊行）
4. 別巻：小泉英明編著「乳幼児のための脳科学（DVDつき）」（2010年刊行）

- 『リズム遊びが脳を育む』（2019年）大城清美編著、穗盛文子映画監督

### ビデオ
- 『さくらんぼ坊や』全6巻　VHSビデオ　1980～1985
- 制作：青銅プロダクション・共同映画　監督：山崎定人　撮影：山本駿　録音：スタジオKEN　ナレーション：市原悦子
- 制作協力：斎藤公子　さくら保育園、さくらんぼ保育園、第二さくら保育園、ふきのとう保育園
- 音楽協力：丸山亜季
- 録音協力：中嶋正夫
- 1 幼児の全面発達を求めて(1980年 36分)
- 2 模倣と自立(1980年 39分）
- 3 言葉と自我(1981年 48分)
- 4 4才と仲間(1982年 48分)
- 5 5才と仲間(1984年 47分)
- 6 自治と創造(1985年 54分)

## 参考
- ISBN　978-4-7803-0111-3
- 斎藤公子さん死去
- 埼玉3区 - 第31回衆議院議員選挙（衆議院議員総選挙）1967年01月29日投票 ｜ 選挙ドットコム